# ISO 3166-2:AN
ISO 3166-2:AN은 지리 식별 부호(geocode)를 정의하는 ISO 표준인 ISO 3166-2의 일부이며, 네덜란드령 안틸레스에 적용된다. AN은 ISO 3166-1에서 할당된 국가 코드를 사용한다. 현재는 ISO 3166-2에서 할당된 코드가 없었고, 과거에도 없었다. 2010년에 네덜란드에 국가의 일부로 병합이 되면서, ISO 3166-1에서도 삭제되었다.